# パルス・ホドロ
パルス・ホドロ（英語Pars Khodro Co.Ltd 、ペルシャ語پارس خودرو）は、イランにある自動車メーカー。1987年より操業。日産自動車、ルノーが出資している現地合弁企業である。2000年にはサーイパーが株式の51%を取得した。

## 生産乗用車

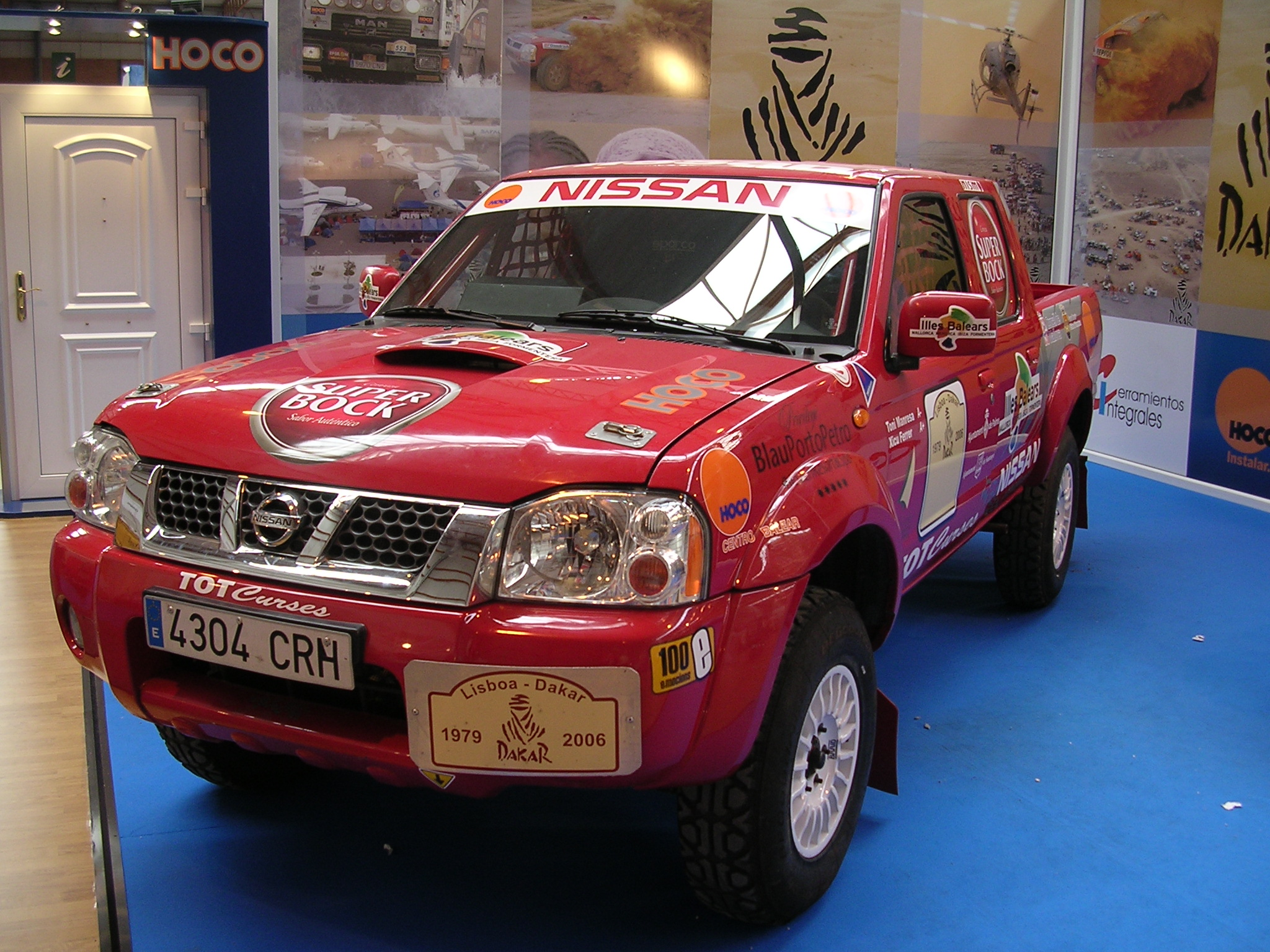
イランで生産され、主に販売台数が多いピックアップ。写真はラリー仕様のフロンティア

- 現行車種
  - ティーダ
  - マキシマ（A33セフィーロ終期型）
  - ティアナ
  - ムラーノ
  - キャシュカイ（デュアリス）
  - ピックアップ
  - ルノー・メガーヌ